# أبو جعفر الصيدلاني
أبو جعفر محمد بن أحمد بن نصر بن أبي الفتح حسين بن محمد بن خالويه الأصبهاني، الصيدلاني، سبط حسين بن منده (509 هـ - 603 هـ). وكان يُعرف بـ"سِلَفَة".
سمع من فاطمة بنت عبد الله «المعجم الكبير» للطبراني بكماله، وهو ابن إحدى عشرة سنة، وسمع منه ضياء الدين المقدسي في أصفهان.